# Corpus separatum (Fiume)
Corpus separatum, latinský termín pro „oddělené tělo“, odkazuje na status města Fiume (moderní Rijeka, Chorvatsko), které získalo zvláštní právní a politické postavení odlišné od svého okolí pod vládou Uherského království. Formální název Město Fiume a jeho okrsek (maďarsky Fiume város és kerülete) byl zaveden královnou Marií Terezií v roce 1779 a určoval poloautonomní postavení Fiume v rámci habsburské monarchie, a to až do rozpadu rakousko-uherské monarchie v roce 1918.

## Počátky
Marie Terezie se svým panovnickým rozhodnutím z 2. října 1776 vzdala državy Fiume, které dlouhou dobu spravovala spolu s přilehlými dědičnými vnitřními rakouskými lény Habsburků v rámci Svaté říše římské, a předala je Uherskému království, jehož byla rovněž královnou, s cílem podpořit obchod. Protože Uhry byly vzdáleny asi 500 kilometrů, bylo město zpočátku připojeno k habsburskému Chorvatskému království, jehož území začínalo východně od městských hradeb. Chorvatsko vládlo v personální unii s Uhrami od roku 1102 a tvořilo s nimi Země Koruny svatoštěpánské.
O dva a půl roku později Marie Terezie jako uherská královna královským reskriptem z 23. dubna 1779 podřídila město přímo uherské koruně jako corpus separatum (tedy nikoli jako součást Chorvatska, které bylo v personální unii s Uhrami). Protože Fiume mělo pro Uhry plnit podobnou funkci jako císařské svobodné město Terst pro habsburské země, chtěli uherští stavové (pravděpodobně i královna) poskytnout městu podobnou míru institucionální autonomie, jakou již měl Terst. Podle reskriptu Marie Terezie bylo Fiume vytvořeno corpus separatum – tedy politický útvar s větší autonomií než svobodné říšské město nebo uherské hrabství a s územím srovnatelným s ostatními partes adnexae tvořícími Svatoštěpánskou korunu. Postavení města tak bylo srovnatelné s postavením regna: jak byl Terst považován za korunní zemi rakouských dědičných zemí (Erblande), tak bylo Fiume považováno za pars adnexa ke koruně.
Po královském reskriptu z 23. dubna 1779 se připravila půda pro všechny politické střety, které se ve Fiume odehrávaly více než půldruhého století. V jistém smyslu lze říci, že celé následující dějiny, byly dlouhou poznámkou pod čarou o tom, jak interpretovat oba akty z let 1776 a 1779. Tento akt představoval precedens pro uherskou ústavní praxi, neboť to bylo poprvé, kdy byla část Svaté říše římské (a dědičné léno Habsburků) přidělena uhersko-chorvatskému království. Protože chorvatské a uherské stavy měly ve vztahu k Fiume velmi rozdílné zájmy, vytvořily velmi odlišné interpretace reskriptu. Chorvaté odmítali přijmout uherský výklad dokumentu – odmítali, aby mohlo být město vyňato z okolního území, které již bylo začleněno do komitátu.
Během napoleonských válek bylo město krátce součástí ilyrských provincií, čímž jeho status corpus separatum skončil. V roce 1822 bylo Fiume navráceno uherské koruně; po revoluci v roce 1848 a po přijetí rakouské březnové ústavy bylo město začleněno do autonomního Chorvatského království jako sídlo komitátu bez zvláštní autonomie.

## Chorvatsko-uherská dohoda
V roce 1868, po rakousko-uherském vyrovnání z roku 1867, kterým vzniklo Rakousko-Uhersko, bylo Chorvatsku umožněno vyjednávat s Uhrami o vlastním vyrovnání. Konečné chorvatsko-uherské vyrovnání ponechalo otázku vlastnictví državy Fiume nevyřešenou, a to až do budoucích jednání podle článku 66 podle chorvatské verze, zatímco v uherské verzi bylo Fiume prohlášeno za Corpus separatum přímo spojené se zeměmi Svatoštěpánské koruny, tudíž nespadalo do oblasti chorvatské autonomie v rámci království, ale do oblasti společného uherského parlamentu a vlády. Každý ze sněmů pochopitelně podepsal příslušnou smlouvu, ale když obě verze putovaly k císaři Františku Josefu I. k podpisu, byl přes chorvatskou verzi přelepen list papíru (kriptika) obsahující chorvatský překlad uherského nároku na Fiume. Vyrovnání bylo definováno jako provizorium. Pro definitivní vyrovnání byla nutná dohoda Uherska, Chorvatska a Fiume, které nebylo až do rozpadu Rakouska-Uherska v říjnu 1918 nikdy dosaženo.

## Corpus separatum (1870–1918)
Správa Corpus separatum byla upravena statutem, který 17. dubna 1872 vydal uherský ministr vnitra. V čele Fiume a jeho okrsku (maďarsky Fiume város és kerülete) stál guvernér jmenovaný přímo králem na návrh uherského ministerského předsedy. Guvernér měl nárok na členství v magnátské komoře. Městská samospráva byla svěřena 56členné Rappresentanza, jejíž mandát trval 6 let. Občané měli právo volit svého zástupce do sněmovny reprezentantů. Od roku 1896 uherská vláda setrvale omezovala rozsah obecní samosprávy, která prakticky skončila v roce 1913.
Fiume a okrsek spravovaný jako corpus separatum měly celkovou rozlohu 21 km² a skládaly se z města a tří vesnic:
- Cosala (italsky) či Kozala (chorvatsky)
- Drenova (italsky a chorvatsky)
- Plasse (italsky) či Plase (chorvatsky)

## Po roce 1918
Území bylo po skončení první světové války zapojeno do série událostí, které po různých vojenských okupacích (nejdéle trvala okupace vedená Gabrielem D'Annunziem, nazývaná také Italské regentství Carnaro) vedly k vytvoření efemérního nástupnického útvaru Svobodného státu Fiume.
Svobodný stát existoval oficiálně 4 roky, než byl v roce 1924 vojensky obsazen a nakonec připojen k Italskému království jako součást provincie Fiume, což znamenalo konec historické autonomie.

## Obyvatelstvo
V roce 1900 mě corpus separatum 38 955 obyvatel a do roku 1910 počet obyvatel vzrostl na 49 608. Podle sčítání lidu provedeném Italskou národní radou Fiume (italsky Consiglio Nazionale Italiano di Fiume) v prosinci 1918 poté, co Italská armáda převzala kontrolu nad městem, klesl počet obyvatel v důsledku první světové války na 45 885. Město mělo následující složení národností identifikované podle asociace s jazykovými komunitami:
| Jazyk | 1900            | 1910             | 1918            |
| --- | --------------- | ---------------- | --------------- |
| italština* | N/A             | 23 283 (46,94 %) | 28 911 (62,5 %) |
| chorvatština** | 7 497 (19,3 %)  | 15 731 (31,71 %) | 9 092 (19,6 %)  |
| slovinština* | N/A             | 3 973 (7,94 %)   | 1 674 (3,6 %)   |
| maďarština | 2 842 (7,3 %)   | 3 619 (7,29 %)   | 4 431 (9,6 %)   |
| němčina | 1 945 (5,0 %)   | 2 476 (4,99 %)   | 1 616 (3,5 %)   |
| angličtina* | N/A             | 202 (0,41 %)     | N/A             |
| čeština-moravština | N/A             | 185 (0,37 %)     | N/A             |
| srbština | 55 (0,1 %)      | 70 (0,14 %)      | N/A             |
| francouzština* | N/A             | 40 (0,08 %)      | N/A             |
| polština* | N/A             | 36 (0,07 %)      | N/A             |
| rumunština | 23 (0,0 %)      | 29 (0,06 %)      | N/A             |
| slovenština | 29 (0,0 %)      | N/A              | N/A             |
| Ostatní | 26 564 (68,2 %) | N/A              | N/A             |
| *Sčítání lidu z roku 1900 neidentifikuje jazykové skupiny. **Při sčítání lidu v roce 1910 byla skupina identifikována jako chorvatsko-ilyrská. |                 |                  |                 |

Podle sčítání lidu z roku 1900 se okrsek skládal z následujících náboženských obcí:
| Náboženství ve Fiume (1900) | Náboženství ve Fiume (1900) | Náboženství ve Fiume (1900) | Náboženství ve Fiume (1900) | Náboženství ve Fiume (1900) |
| --------------------------- | --------------------------- | --------------------------- | --------------------------- | --------------------------- |
|                             |                             |                             |                             |                             |
| katolické                   | katolické                   |                             | 36 104 (92,7 %)             | 36 104 (92,7 %)             |
| judaismus                   | judaismus                   |                             | 1 172 (3,0 %)               | 1 172 (3,0 %)               |
| řecké pravoslaví            | řecké pravoslaví            |                             | 703 (1,8 %)                 | 703 (1,8 %)                 |
| kalvinismus                 | kalvinismus                 |                             | 423 (1,1 %)                 | 423 (1,1 %)                 |
| luteránství                 | luteránství                 |                             | 261 (0,7 %)                 | 261 (0,7 %)                 |
| řeckokatolické              | řeckokatolické              |                             | 73 (0,2 %)                  | 73 (0,2 %)                  |
| unitářství                  | unitářství                  |                             | 11 (0,0 %)                  | 11 (0,0 %)                  |
| Ostatní/nezjištěno          | Ostatní/nezjištěno          |                             | 208 (0,5 %)                 | 208 (0,5 %)                 |

Podle sčítání lidu z roku 1910 se okrsek skládal z následujících náboženských obcí:
| Náboženství ve Fiume (1910) | Náboženství ve Fiume (1910) | Náboženství ve Fiume (1910) | Náboženství ve Fiume (1910) | Náboženství ve Fiume (1910) |
| --------------------------- | --------------------------- | --------------------------- | --------------------------- | --------------------------- |
|                             |                             |                             |                             |                             |
| katolické                   | katolické                   |                             | 45 130 (90,61 %)            | 45 130 (90,61 %)            |
| judaismus                   | judaismus                   |                             | 1 696 (3,41 %)              | 1 696 (3,41 %)              |
| kalvinismus                 | kalvinismus                 |                             | 1 123 (2,25 %)              | 1 123 (2,25 %)              |
| řecké pravoslaví            | řecké pravoslaví            |                             | 995 (2,0 %)                 | 995 (2,0 %)                 |
| řeckokatolické              | řeckokatolické              |                             | 467 (0,94 %)                | 467 (0,94 %)                |
| luteránství                 | luteránství                 |                             | 311 (0,62 %)                | 311 (0,62 %)                |
| unitářství                  | unitářství                  |                             | 16 (0,03 %)                 | 16 (0,03 %)                 |
| Ostatní/nezjištěno          | Ostatní/nezjištěno          |                             | 68 (0,14 %)                 | 68 (0,14 %)                 |

## Fotogalerie

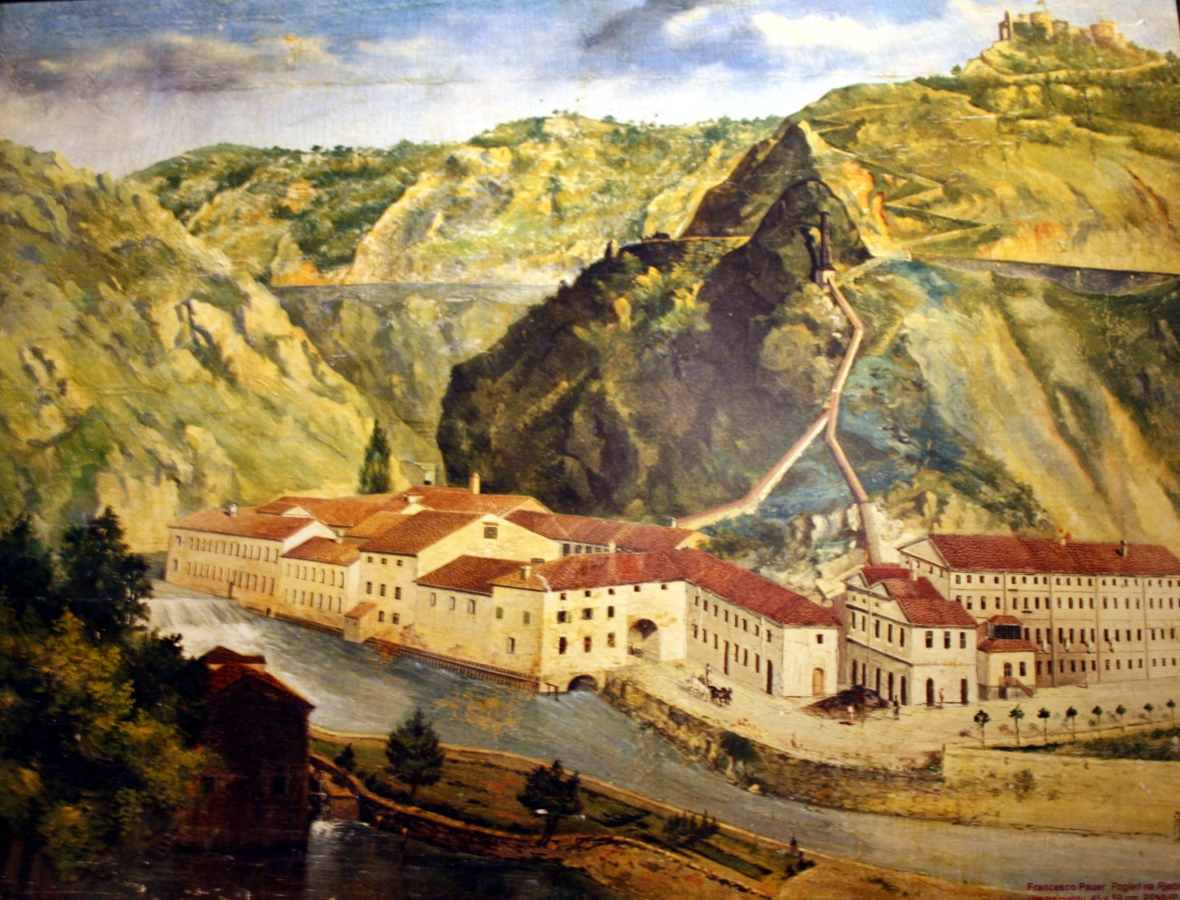
Mlýn Smith & Meynier na výrobu papíru kolem roku 1880
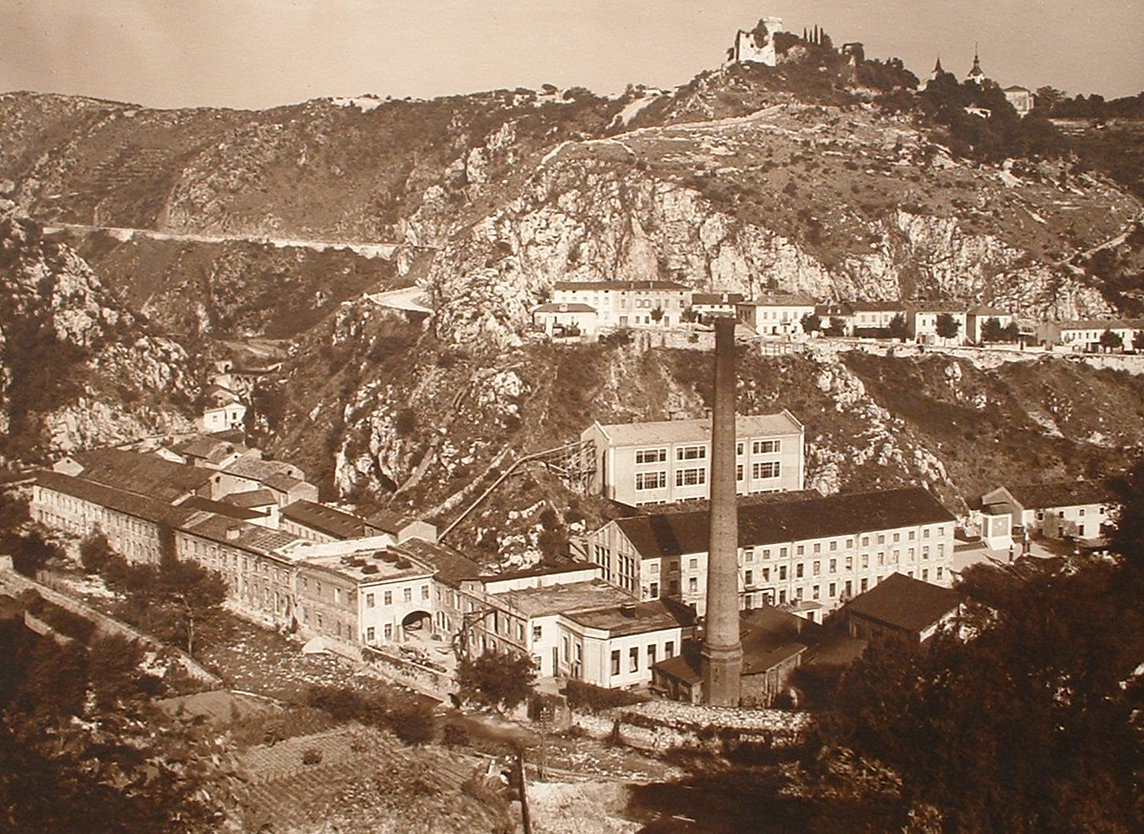
Mlýn Smith & Meynier kolem roku 1900
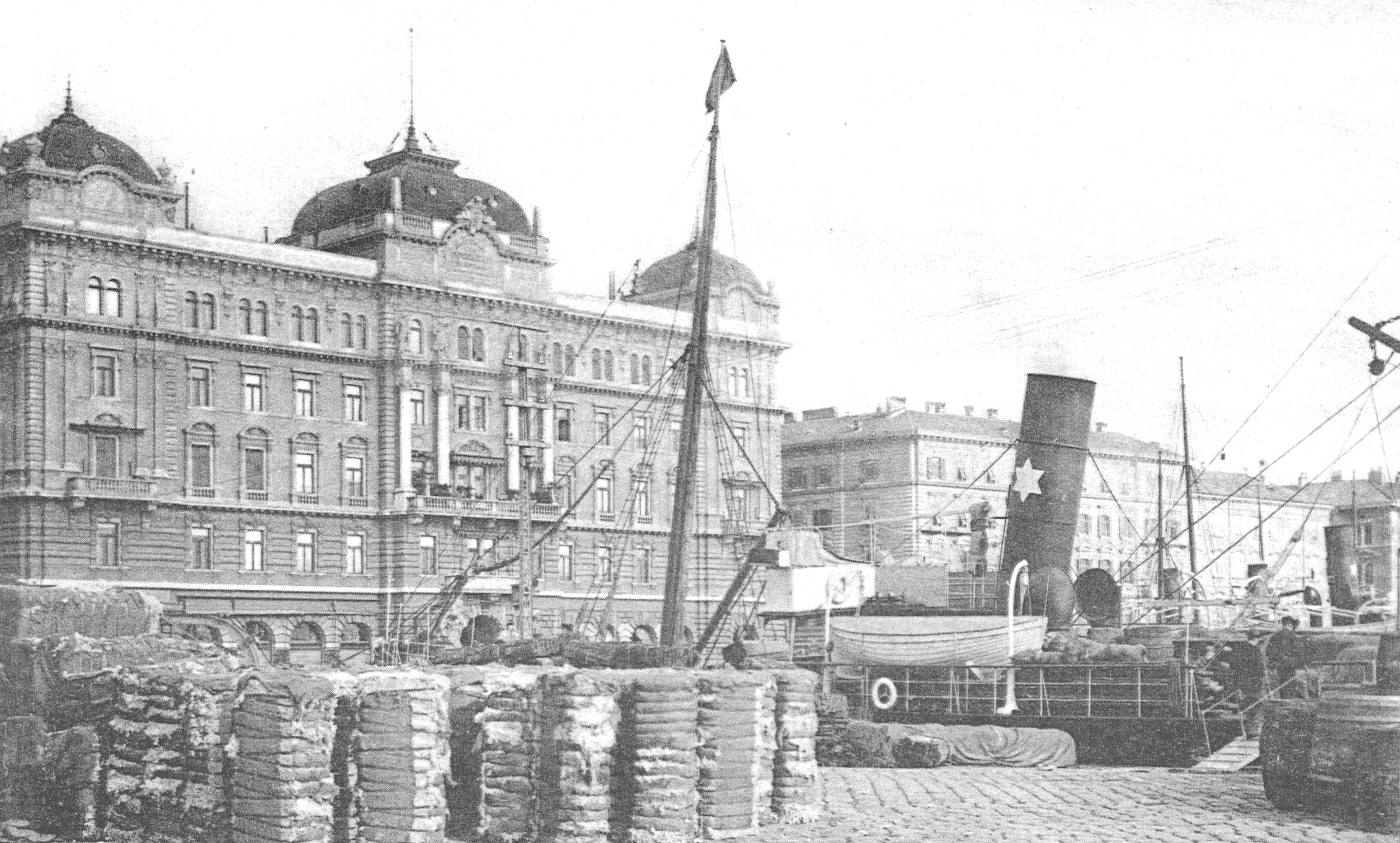
Palác Adria, sídlo Královské uherské námořní plavební společnosti Adria
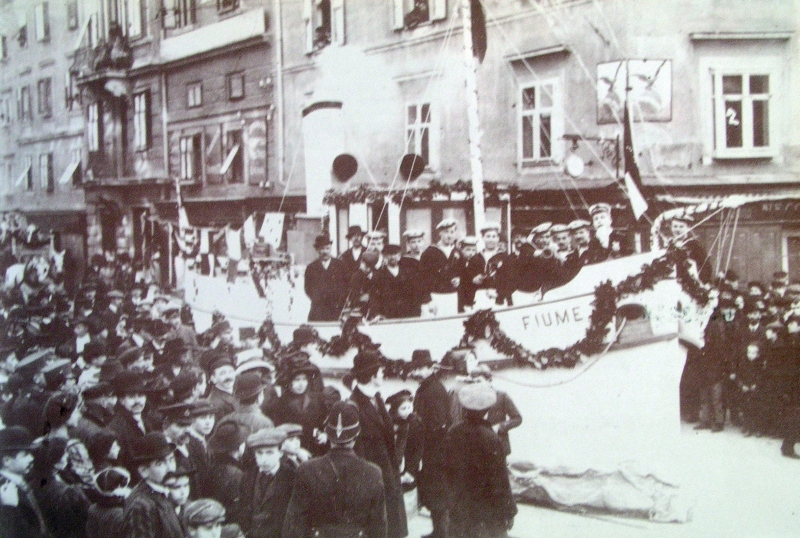
Karneval ve Fiume kolem roku 1900
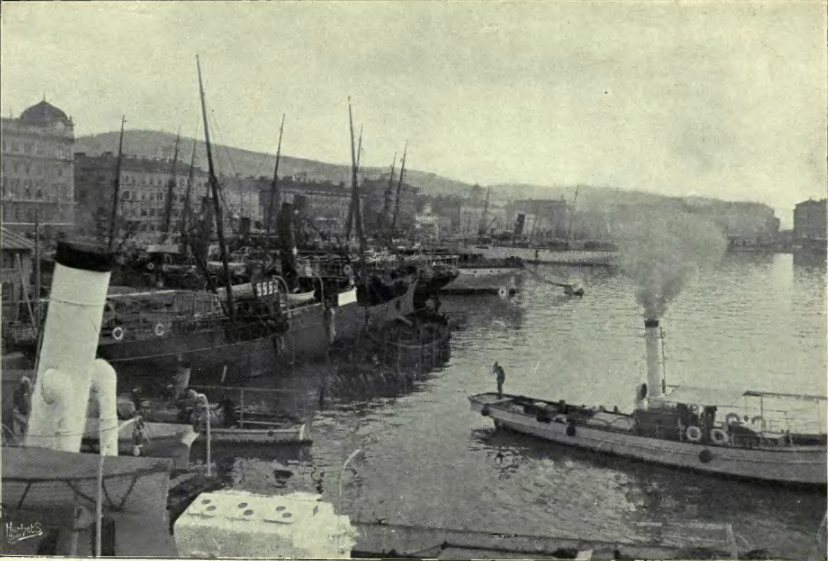
Přístav ve Fiume v roce 1909
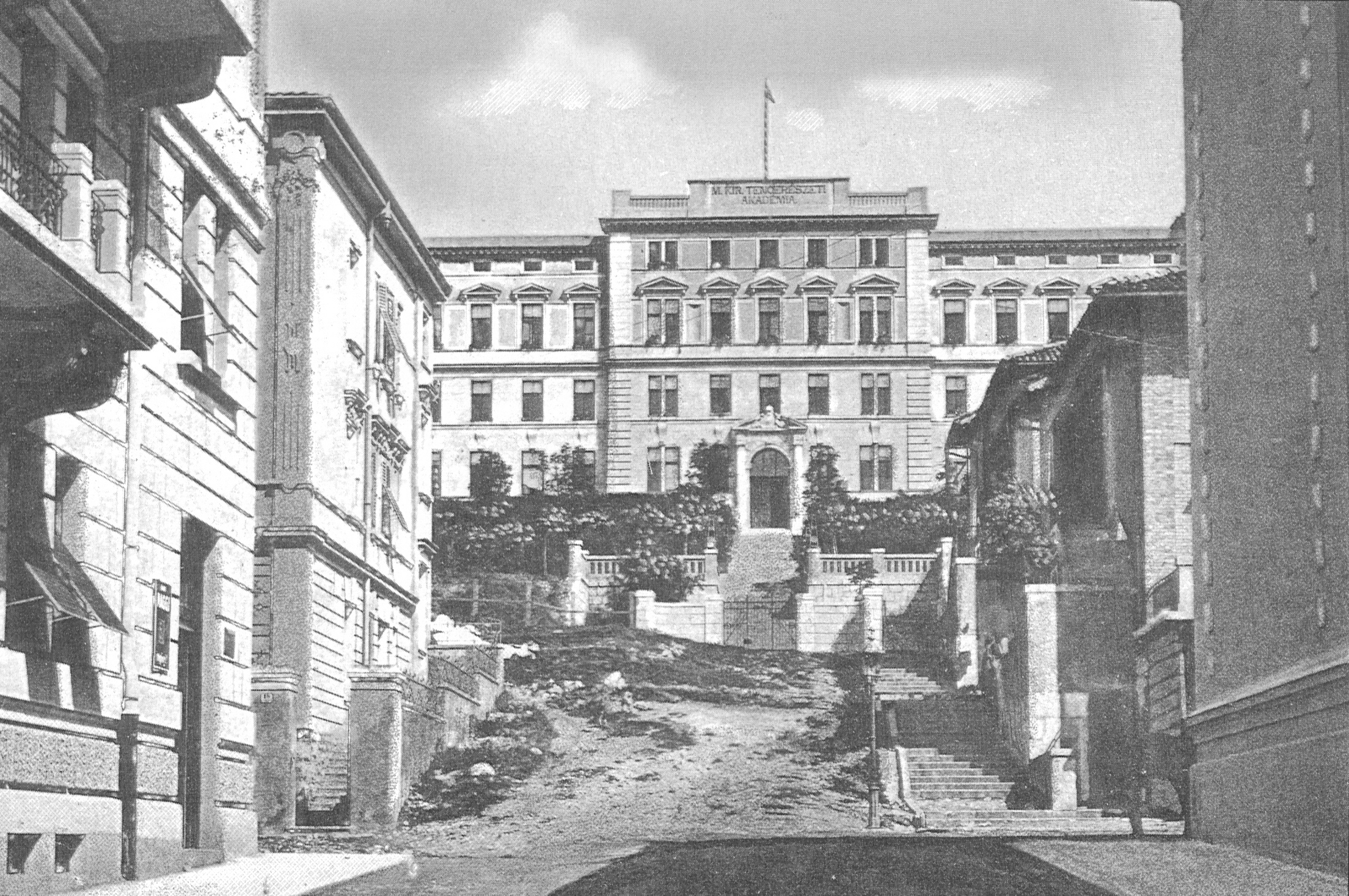
Budova Uherské královské námořní akademie kolem roku 1900
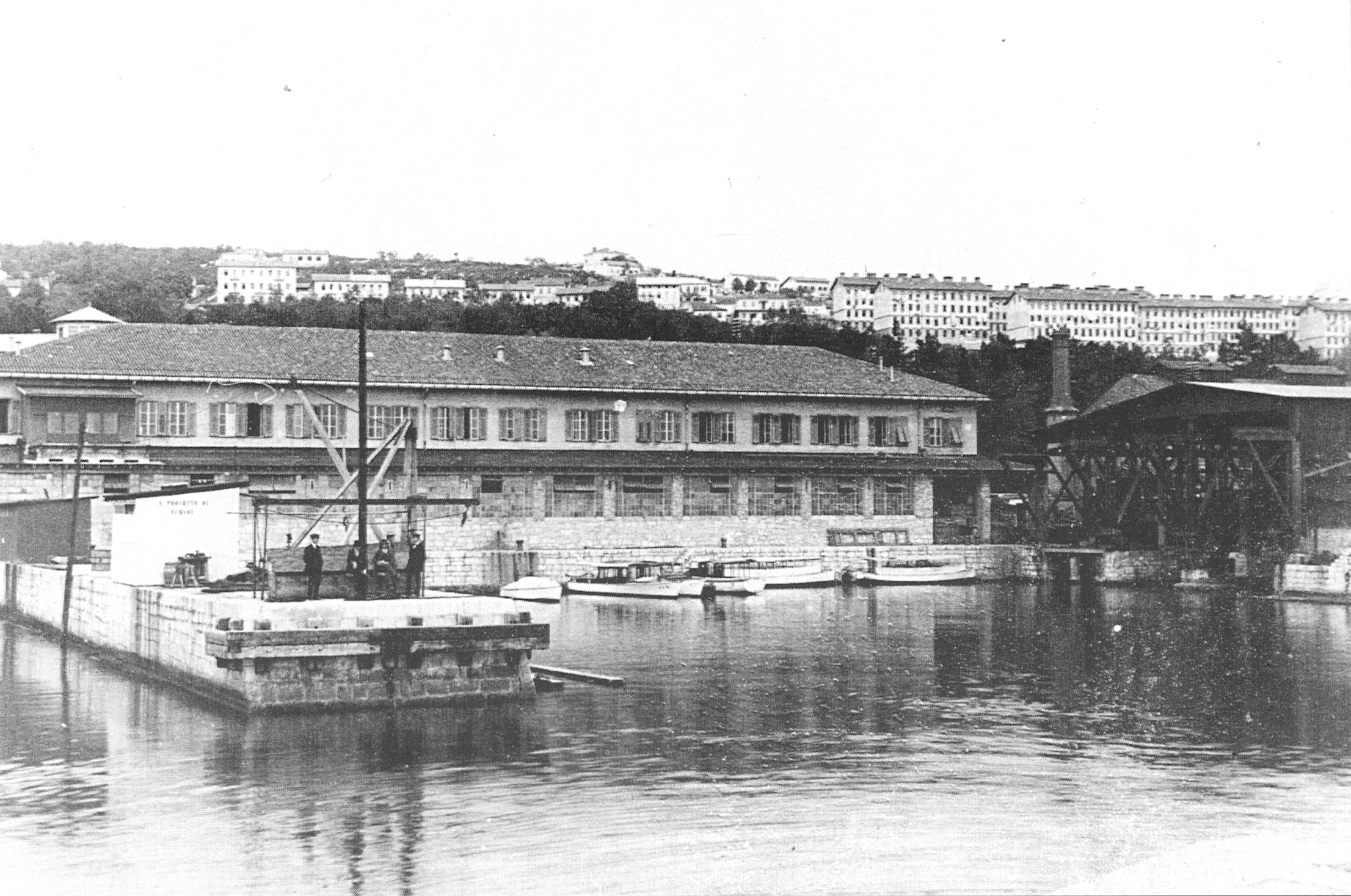
Torpédoborec Whitehead v roce 1910
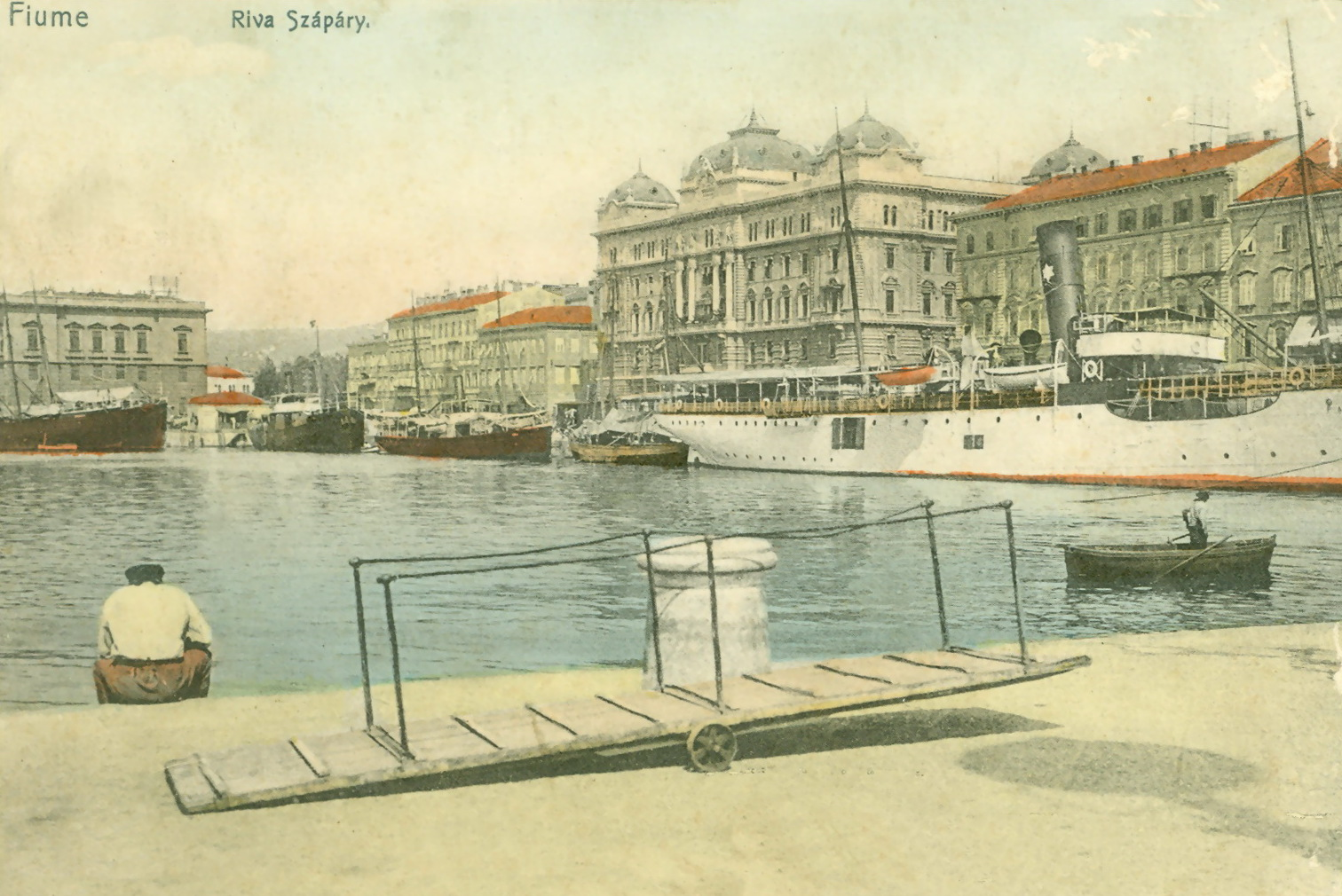
Pohlednice zachycující přístaviště Szapáry a palác Adria
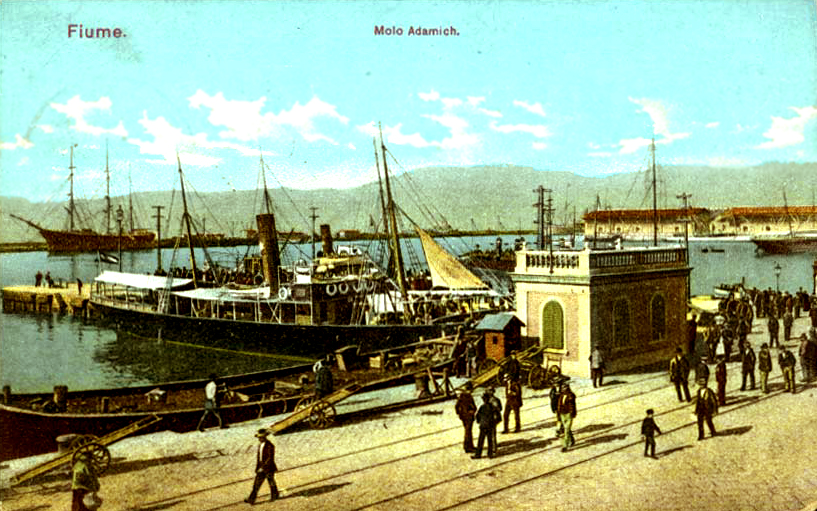
Adamich Pier v roce 1910
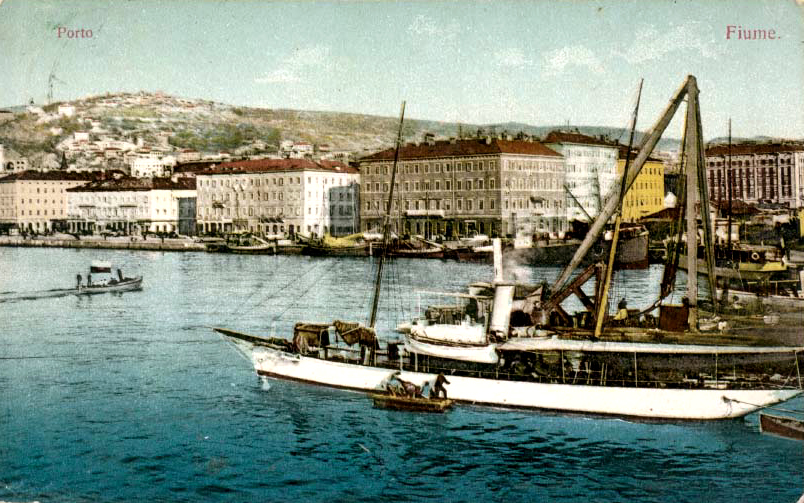
Přístav ve Fiume v roce 1910